# Саймон Філліпс
Саймон Філліпс (англ. Simon Phillips; нар. 6 лютого 1957) — джазовий та роковий ударник. Найбільш відомий за виступами у гурті Toto, у складі якого грає з 1992 року. Співпрацював також з такими виконавцями як: Чик Коріа, Джефф Бек, Брайан Іно, Judas Priest, брав участь у концертному турне 1989 року групи The Who.
У гурті Toto опинився по смерті Джеффа Поркаро й невдовзі отримав прізвисько "Si-Phi" i "Si". Вважався гуру техніки гри на барабанах, його техніка є дуже диференційованою і точною. Нерідко він починає грати вставки раніше очікуваного, на долю "2-і", а закінчує у першу долю. Примітне його використання метричних модуляцій, що збільшують напруження у розділах пісні з повторюваною гармонічною послідовністю.
Відомий своєю різнобічністю, Філліпс грав у різноманітних стилях, включаючи рок, ф'южн, метал, прог-рок, та джаз.
Філліпс користувався інструментами фірми Tama Drums, він включав до ударної установки барабани великих розмірів, октобани, а також гонг. Акуратно настроєний динамічний барабанний звук цього музиканта добре впізнаваний. Нерідко він користався відкритою постановкою, тобто грав на хай-хеті лівицею, а на барабані - правицею, не перехрещуючи руки. По райд-тарілці також грав лівою, хоча й був правшею.

## Дискографія

### Сольні альбоми
- Protocol (1988)
- Force Majeure (1992)
- Symbiosis (1995)
- Another Lifetime (1997)
- Out of the Blue (1999)
- Vantage Point (Simon Phillips album)|Vantage Point (2000)
- Protocol II (2013)
- Protocol III (2015)
- Protocol 4 (2017)
- Protocol V (2022)

### У складі Toto
- Tambu (1995)
- Mindfields (1999)
- Through the Looking Glass (2002)
- Falling In Between (2006)